# Маннов, Рудольф Густавович
Ру́дольф Гу́ставович Ма́ннов (30.10.1922 — 19.08.2004) — председатель колхоза «Рахва выйт» Харьюского района Эстонской ССР, Герой Социалистического Труда.

## Биография
В 1941—1946 годах служил в РККА.
С 1949 года — председатель колхоза «Ныукогуде Ээсти» (эст. Nõukogude Eesti). С 1951 года — председатель укрупнённого колхоза «Рахва выйт», который в 1967 году награждён орденом Трудового Красного Знамени. С 1958 по 1970 год поголовье коров увеличилось с 350 до 973 при надое 3657 кг. Колхоз стабильно получал высокие урожаи зерновых (до 32 ц/га) и картофеля (до 212 ц/га).
Герой Социалистического Труда (01.03.1958). Награждён орденами Ленина и Трудового Красного Знамени, медалями СССР, большой серебряной медалью ВСХВ и малой золотой медалью ВДНХ.
Член КПСС с 1960 года.
Депутат Верховного Совета СССР 6-го созыва.
Умер 19 августа 2004 года. Похоронен в Юри на кладбище церкви Юри.